# Sairecabur
Le Sairecabur est un complexe volcanique d'Amérique du Sud, à la frontière du Chili et de la Bolivie, entre les volcans Licancabur et Putana près de San Pedro de Atacama et de la laguna Verde. Le sommet principal, le Cerro Sairecabur, marque l'extrémité nord d'une caldeira de 4,5 km de diamètre et est entouré par les volcans Curiquinca, Escalante et Colorado.
Le nom Sairecabur est une hispanisation d'un mot kunza utilisé par les indiens Atacama pour désigner ce volcan et qui signifie « montagne de la pluie », de saire « pluie » et cabur « montagne ».
On trouve non loin du sommet un observatoire radio-astronomique, le Receiver Lab Telescope, situé à l'altitude de 5 525 mètres.

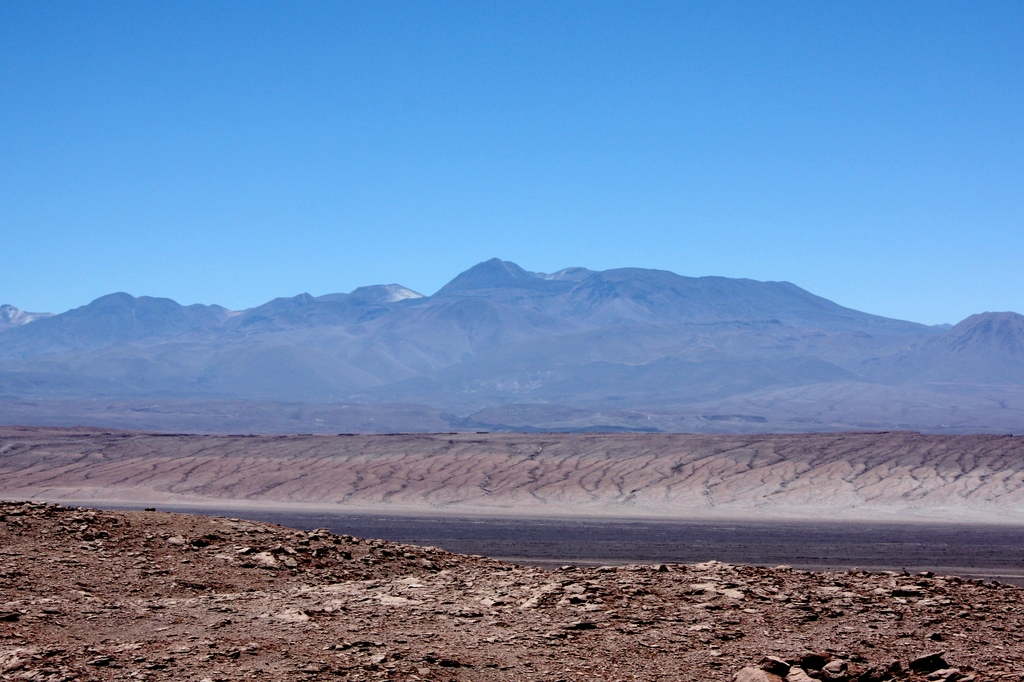
Vu depuis le côté chilien
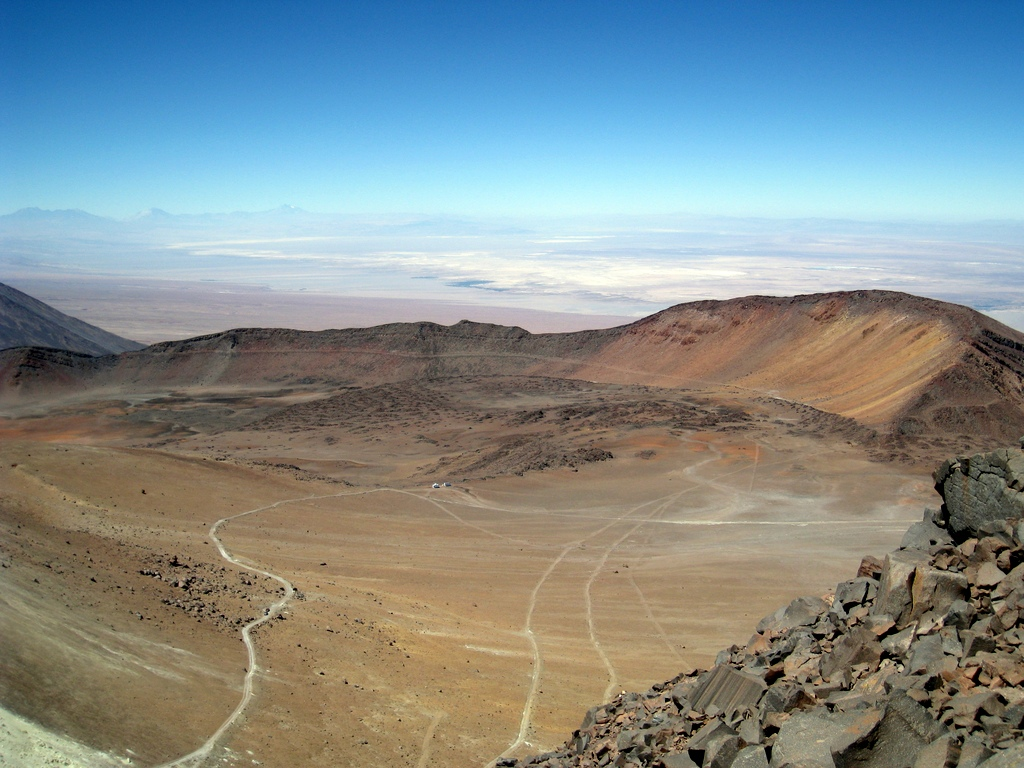
La caldeira du volcan
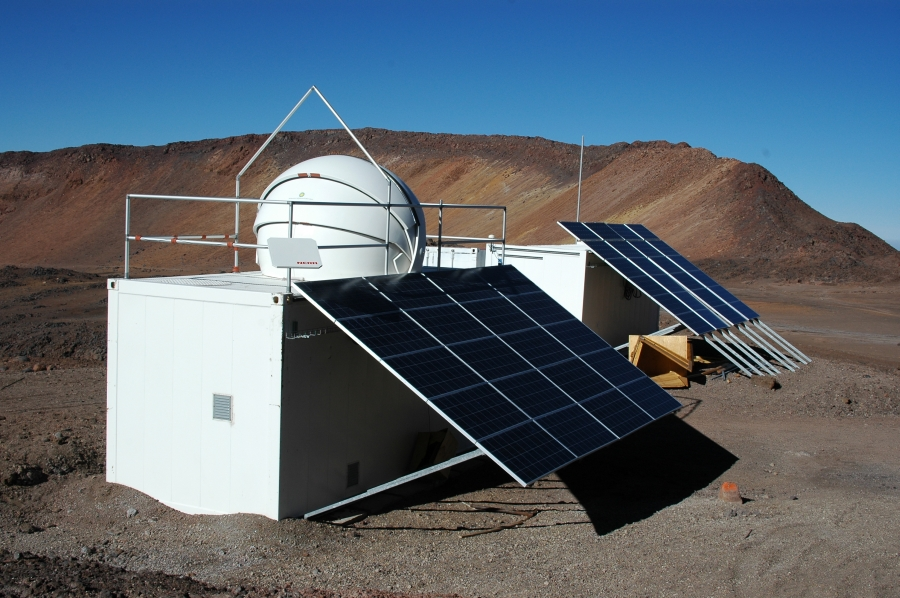
L'observatoire proche du sommet